# Превентивна педијатрија
Превентивна педијатрија je научни часопис који излази од 2015. године и  званична је публикација Удружења за превентивну педијатрију Србије.

## О часопису
Превентивна педијатрија је стручна публикација, у којој се, у складу са принципима Удружења за превентивну педијатрију Србије, објављују стручни, научни, оригинални и прегледни чланци из области превентивне педијатрије, вести и новости  и саопштења са конгреса и стручних састанака, повезаних са области превенције у педијатрији. Седиште часописа је у Клиничком центру Ниша, на Клиници за дечије интерне болести.

### Периодичност излажења
Од свог оснивања, до данас, часопис се публикује са два броја годишње.

## Уредници
- Др Зорица Живковић (2015 -

## Аутори прилога
Аутори прилога су научници из земље и иностранства, еминентни доктори медицине, специјалисти педијатрије као и осталих грана медицине, чије је поље деловања превентивна педијатрија. 

## Теме
Часопис покрива тематску област  превенције у педијатрији.

### Типови радова
Типови радова који се публикују у часопису су: 
- Оригинални научни радови који нису претходно публиковани;
- Прегледни радови;
- Саопштења о одржаним домаћим и интернационалним конгресима и симпозијумима;
- Прикази случајева;
- Рецензије;
- Писма едитору – кратка комуникација на предложену научну тему;
- Прикази књига и монографских издања.

## Електронски облик часописа
Од самог оснивања, 2015. године часопис излази у електронском облику.